# Prithivinagar
Prithivinagar (en népalais : पृथ्वीनगर) est un comité de développement villageois du Népal situé dans le district de Jhapa. Au recensement de 2011, il comptait 15 284 habitants.